# Pedro de Andrade Caminha
Pour les articles homonymes, voir Andrade et Caminha.
Pedro de Andrade Caminha, né à Porto dans les années 1520 et mort à Vila Viçosa le 9 septembre 1589, est un poète et diplomate portugais.
Andrade Caminha appartient à l’une de ces familles nobles de Galice, qui émigrèrent en Portugal pendant les luttes de Pierre le Cruel contre Henri de Trastamare. Il reçut une brillante éducation, et ses débuts dans les lettres furent des plus heureux, grâce à la protection de la Cour de Portugal, où il était dans une position élevée et entretenait des liaisons avec les personnages les plus distingués, et à l’amitié des deux plus grands poètes du temps, Sá de Miranda et António Ferreira, partageant avec eux l’esthétique classique. La fortune s’est plu à combler Caminha de toutes ses faveurs. Il ne connut jamais la misère dans un temps où Camões mourait de faim. Lorsque le roi Sébastien Ier partit pour l’Afrique, il recommanda ce poète à celui qui devait lui succéder au trône.
Caminha fut l’admirateur fervent de Sá de Miranda et mit tous ses soins à l’imiter. S’il y réussit pour l’élégance et la pureté du style, il ne put l’égaler sous le rapport de l’imagination et du sentiment poétique. L’une de ses bucoliques les plus vantées est celle où un berger entretient de son amour une bergère insensible. Se distinguant surtout par le charme de la diction, l’harmonie et l’élégance, les vers d’Andrade Caminha demeurèrent inédits jusqu’en 1791, après qu’on eut découvert deux manuscrits de ce poète, l’un chez le duc de Cadaral, l’autre dans un couvent à Lisbonne. C’est d’après ces manuscrits que l’Académie des Sciences de Lisbonne a publié le recueil complet de ses œuvres sous ce titre : Poesías de Pedro Andrade de Caminha où on trouve toute sorte de pièces, des églogues, des pastorales, des épitaphes, etc. C’est peut-être dans ces épitaphes, dont il a donné un grand nombre, qu’il a déployé le plus de talent.